# Virus Absettarov
Le virus Absettarov (ABSV) est une souche (Far Eastern subtype) de Orthoflavivirus encephalitidis du genre Orthoflavivirus, transmise par des tiques et responsable d'encéphalites à tiques.
Aucun traitement n'est disponible, mais un vaccin efficace est disponible.

## Symptômes
Il cause une maladie rarement symptomatique, souvent bénigne : syndrome grippal puis maux de tête, raideur de la nuque et vomissements résolutifs, parfois suivi d'une seconde phase avec fièvre et signes de méningite simple ou associée à une atteinte cérébrale. 

## Écoépidémiologie
Le réservoir animal est a priori large (espèces porteuses variées) et les piqûres de tiques seraient la voie de transmission (unique ou principale) pour l'homme.

## Histoire
Ce virus a été isolé en 1951 à Leningrad dans le sang d'un enfant de 3 ans victime d'une fièvre biphasique et de signes de méningite. Il a été trouvé en Finlande, Pologne et ancienne Tchécoslovaquie, en Autriche, Bulgarie et dans l'ouest de l'URSS.

En 2018 il est selon l'INRS détecté  en Scandinavie, Europe centrale et orientale (données 2008).